# 西區 (新潟市)
西區（日语：／ Nishi ku */?）為新潟縣新潟市的行政区。2007年4月1日新潟市成為政令指定都市之際時設立。範圍包括了新潟市坂井輪地区、西地区（内野地区、赤塚地区、中野小屋地区）、黑埼地区（旧黑埼町）、旧卷町四鄉屋地区。区公所為旧坂井輪地区事務所。面積93.81平方公里，總人口160,488人。

## 外部連結
- 新潟市* （页面存档备份，存于）